# Miss Academia
MISS ACADEMIA ČR je soutěž krásy a inteligence určená všem studentkám vysokých a vyšších odborných škol na území České republiky, jejichž věk nepřesáhl 26 let. V roce 2013 se uskutečnil již 17. ročník tohoto projektu pořádaný studenty Fakulty multimediálních komunikací Univerzity Tomáše Bati ve Zlíně.

Hlavním rozdílem oproti jiným soutěžím krásy je mimořádný důraz na inteligenci dívek, o čemž svědčí jak testování dívek během castingů, tak i tvorba každoroční koncepce ročníku, která se promítá do všech částí projektu a která v komunikaci využívá všeobecně zažitých symbolů inteligence. Dlouhodobým mottem soutěže je „Miss, která má (s)mysl“.
V rámci slavnostního galavečera jsou porotou udělovány ocenění Miss Academia, 1. Vicemiss a 2. Vicemiss Academia. Dále je volena Miss Academia Online (internetovými návštěvníky) a od ročníku 2012 také Miss Academia Sympatie. Ta je volena diváky přímého přenosu a návštěvníky přímo v sále prostřednictvím SMS zpráv. V měsíci předcházejícím galavečeru je na módní přehlídce volena také Miss Academia Zlaté jablko.

## Historie soutěže
Počátky soutěže spadají do roku 1997, kdy byla v rámci reprezentačního plesu zlínské Fakulty technologické, tenkrát ještě součásti VUT Brno, zvolena nejmilejší studentka. Rok nato už si soutěž začala budovat vlastní identitu. V letech 1998–2000 klání pořádali studenti Institutu reklamní tvorby a marketingových komunikací. O korunku bojovaly studentky obou tehdejších zlínských fakult.
Od té doby soutěž prošla mnohými změnami, její poselství však zůstává stále stejné. Nehledá umělé ideály dnešní doby, ale dívku, která ukáže, že ke skutečnému významu slova krása patří hlavně půvab, šarm a inteligence.

### Vznik celorepublikové soutěže
V roce 2001 se soutěže poprvé zúčastnila dívka studující mimo Zlín - Lucie Pletichová, která tento ročník vyhrála. Její úspěch vedl pořadatele k myšlence realizovat soutěž celorepublikově. Poprvé se tak stalo v roce 2002. Téhož roku byla zaregistrována ochranná známka MISS ACADEMIA ČR
, jejímž vlastníkem je Univerzita Tomáše Bati ve Zlíně. Od roku 2005 jsou oslovovány i studentky vybraných vyšších odborných škol. V roce 2006 oslavila soutěž Miss Academia úspěšně 10. výročí a dále pokračovala až do aktuálně posledního ročníku 2013. V roce 2004 také tehdejší tým připravující soutěž vedl Vladimír Kruliš, dnešní ředitel Protokolu Kanceláře prezidenta republiky.

## Vítězky Miss Academia
Od roku 2001 získalo titul nejkrásnější a zároveň nejchytřejší české vysokoškolačky přesně 17 dívek. Nejúspěšnějšími univerzitami v soutěži jsou Univerzita Tomáše Bati a Masarykova univerzita, každá s 5 vítězkami, následovány jsou Vysokou školou báňskou, Ostravskou univerzitou a Univerzitou Palackého, odkud pochází shodně po 4 dívkách. Celkem získalo korunku krásy a inteligence 16 různých vysokých škol z České republiky. 

| Ročník | Miss Academia                                  | 1. Vicemiss                                | 2. Vicemiss                               | Hlavní manažeři                    |
| ------ | ---------------------------------------------- | ------------------------------------------ | ----------------------------------------- | ---------------------------------- |
| 2001   | Lucie Pletichová, Vysoká škola ekonomická      | Eva Bébarová, Vysoká škola ekonomická Zlín | Jana Matějčková, Univerzita Tomáše Bati   | Studenti IRTMK                     |
| 2002   | Eva Machů, Univerzita Palackého                | Alice Tomková, Univerzita Karlova          | Zuzana Zálešáková, Mendelova Univerzita   | Lucie Kotoučová                    |
| 2003   | Martina Miková, Univerzita Tomáše Bati         | Hana Bednářová, Univerzita Palackého       | Lenka Vomočilová, Masarykova univerzita   | Štěpán Prachař                     |
| 2004   | Markéta Říhová, Masarykova univerzita          | Dita Hrtusová, Ostravská univerzita        | Eva Konopáčová, Vysoká škola báňská       | Vladimír Kruliš                    |
| 2005   | Darja Lešanovská, Univerzita Tomáše Bati       | Jitka Putnarová, Univerzita obrany         | Nina Pavelková, Ostravská univerzita      | Marie Klementová                   |
| 2006   | Eva Čerešňáková, Vysoká škola ekonomická       | Jana Baťková, Univerzita Pardubice         | Barbora Mošová, Univerzita Palackého      | Václav Bohm                        |
| 2007   | Karla Plhoňová, Univerzita Tomáše Bati         | Lucie Nedbalová, Masarykova univerzita     | Barbora Čenková, Vysoká škola báňská      | Markéta Bouchalová                 |
| 2008   | Martina Trnková, Univerzita Karlova            | Michaela Macková, Mendelova Univerzita     | Martina Jiříčková, Masarykova univerzita  | Zuzana Belková, Kateřina Buzková   |
| 2009   | Jana Marečková, Univerzita Karlova             | Kamila Houfová, Západočeská univerzita     | Lucie Hubaczová, Masarykova univerzita    | Sandra Čermáková, Eva Bouchalová   |
| 2010   | Kateřina Kubačková, Ostravská univerzita       | Michaela Junová, Jihočeská univerzita      | Lenka Kuglíková, Vysoká škola polytech.   | Eva Krutáková, Hana Pavlínová      |
| 2011   | Pavlína Kadlecová, Univerzita J. A. Komenského | Markéta Břízová, Vysoká škola báňská       | Nikola Vavříčková, Univerzita Palackého   | Marek Klos, Ondřej Kalvach         |
| 2012   | Veronika Kožíšková, Vysoká škola báňská        | Lucie Klukavá, Panevropská vysoká škola    | Elizabeth Drobotová, Ostravská univerzita | Zuzana Brátová, Martin Zdražil     |
| 2013   | Martina Palacká, Univerzita Tomáše Bati        | Kateřina Müllerová, Mendelova Univerzita   | Monika Šarajová, Univerzita Palackého     | S. Hájková, V. Jurášková, R. Dupal |

## Harmonogram soutěže
Harmonogram soutěže jednotlivých ročníků se výrazně neliší.
- Říjen/listopad - vyhlášení nového ročníku a roadshow po českých vysokých školách
- Leden/únor - castingy v Brně/Praze, kde porota vybere díky vědomostním testům a dalším disciplínám po 10 semifinalistkách. Po druhém castingu jsou hlasy sečteny
- Únor - první soustředění
- Březen - módní přehlídka, druhé soustředění
- Březen/duben - slavnostní galavečer s afterparty